# Jacques Joset
Jacques Joset (n. 1943) es un hispanista y medievalista belga francófono.

## Biografía
Se doctoró en Filosofía y Letras y es titular de la cátedra de literatura española e hispanoamericana de la Universidad de Lieja. Fue catedrático de Lengua y Literaturas Española e Hispanoamericana en la misma universidad de
1990 a 2005 y en la de Amberes (Bélgica) de 1972 a 1991. Presidió el Departamento de Filología Románica de la Universidad de Amberes de 1977 a 1979 y de la Universidad de Lieja de 1997 a 1999.
Ha publicado ediciones críticas y comentadas de autores de la Edad Media española (el Libro de Buen Amor de Juan Ruiz, 1974; 2.ª ed. corregida y actualizada en 1990; el Rimado de Palacio de Pero López de Ayala, 1982) así como del Siglo de Oro (La Lozana Andaluza de Francisco Delicado (2007), El viaje entretenido de Agustín de Rojas, 1977, y Aventuras del bachiller Trapaza de Alonso de Castillo Solórzano, 1986). Últimamente, sus trabajos se han extendido a la literatura hispanoamericana contemporánea, editando obras tan importantes como Cien años de soledad, de Gabriel García Márquez (Madrid: Cátedra, 1987). Su último ensayo ha estado consagrado al novelista colombiano Fernando Vallejo (2010). 
Es miembro de la Asociación Internacional del Siglo de Oro (AISO), del Instituto Internacional de Literatura Iberoamericana (IILI); es correspondiente y miembro del Comité científico de la revista Celestinesca de la University of Georgia, de la Michigan State University (1977-2002) y  de la Universitat de València (2003), miembro de la Asociación Hispánica de Literatura Medieval (AHLM) y de la Asociación de Cervantistas. Miembro correspondiente de la Academia Argentina de Letras (1999); miembro correspondiente de la Real Academia de Buenas Letras de Barcelona (1990), miembro correspondiente del Centro para la Edición de los Clásicos Españoles (1994), titular de la Orden de Andrés Bello de primera clase de la República de Venezuela (1996), comendador de la Orden de Isabel la Católica (2005) y miembro correspondiente de la Academia venezolana de la Lengua (2010).

## Obras

### Novelas
- Les geôles de papier. Paris, La Pensée universelle, 1971.

### Ensayos y estudios
- La littérature hispano-américaine, París: PUF, 1972; traducido al español en Barcelona: Oikos-tau, 1974
- L'Espagne des régions: historique, problematique et perspectives Bruxelles: Institut E. Vandervelde, 1977.
- Le "Caudillo" de Martín Luis Guzmán et le "Président" de Miguel Ángel Asturias. [Lieja] [1974].
- Nuevas investigaciones sobre el "Libro de buen amor", Madrid: Cátedra, 1988.
- Historias cruzadas de novelas hispanoamericanas: Juan Rulfo, Alejo Carpentier, Mario Vargas Llosa, Carlos Fuentes, Gabriel García Márquez, José Donoso, Frankfurt am Main: Vervuert; Madrid: Iberoamericana, 1995.
- Gabriel García Márquez, coetáneo de la eternidad Ámsterdam: Rodopi, 1984.
- Hacia una novelística puertorriqueña descolonizada, Emilio Díaz Valcárcel, Madrid: Iberoamericana; Frankfurt am Main: Vervuert, 2002.
- La muerte y la gramática: los derroteros de Fernando Vallejo Bogotá: Taurus, 2010.
- Louis-Ferdinand Céline mort et vif. Bruxelles : Académie royale de Belgique, 2014.
- Louis-Ferdinand Céline, la manie de la perfection. Bruxelles : Académie royale de Belgique, 2015.
- De Cervantes y alrededores: Cuatro décadas de interpretación cervantina. Editorial Academia del Hispanismo, 2020

### Ediciones
- Edición y estudio de Pero López de Ayala, Libro rimado del Palacio, Madrid: Alhambra, 1978, 2 vols. 2.ª ed. corregida y puesta al día).
- Edición y estudio de Agustín de Rojas, El viaje entretenido, Madrid: Espasa-Calpe, 1977, 2 vols.
- Edición y estudio de Juan Ruiz, Libro de Buen Amor, Madrid: Espasa-Calpe, 1974, 2 vols.; hizo una segunda edición actualizada en Madrid, Taurus, 1990 y una tercera en Madrid, Fundación José Antonio de Castro, “Biblioteca Castro”, 2013.
- Edición y estudio de Alonso de Castillo Solórzano, Aventuras del bachiller Trapaza: quinta esencia de embusteros y maestro de embelecadores Madrid: Cátedra, 1986.
- Edición y estudio con Folke Gernert de Francisco Delicado, La Lozana Andaluza, Barcelona: Galaxia Gutenberg - Círculo de Lectores, 2007.
- Edición y estudio de Gabriel García Márquez, Cien años de soledad, (Madrid: Cátedra, 1987).